# Alexander Graham
Alexander Graham (Auchenflower, 28 april 1995) is een Australische zwemmer.

## Carrière
Bij zijn internationale debuut, op de wereldkampioenschappen zwemmen 2013 in Barcelona, werd hij samen met David McKeon, Ned McKendry en Jarrod Killey uitgechakeld in de series van de 4×200 meter vrije slag.
Tijdens de wereldkampioenschappen kortebaanzwemmen 2016 in Windsor strandde de Australiër in de series van de 50 meter vrije slag. Op de 4×200 meter vrije slag eindigde hij samen met Clyde Lewis, Mitch Larkin en Daniel Smith op de vierde plaats.
Op de wereldkampioenschappen zwemmen 2017 in Boedapest werd hij uitgeschakeld in de series van de 200 meter vrije slag. Samen met Clyde Lewis, Mack Horton en Jack Cartwright eindigde hij als vierde op de 4×200 meter vrije slag, op de 4×100 meter vrije slag werd hij samen met Jack Cartwright, Zac Incerti en Cameron McEvoy gediskwalificeerd in de finale. Samen met Louis Townsend, Brittany Elmslie en Madison Wilson eindigde hij als achtste op de 4×100 meter vrije slag gemengd.
In Gold Coast nam Graham deel aan de Gemenebestspelen 2018. Op dit toernooi eindigde hij als zesde op de 200 meter vrije slag, op de 4×200 meter vrije slag veroverde hij samen met Kyle Chalmers, Elijah Winnington en Mack Horton de gouden medaille. Tijdens de Pan-Pacifische kampioenschappen zwemmen 2018 in Tokio eindigde de Australiër als vijfde op de 200 meter vrije slag, daarnaast strandde hij in de series van zowel de 50 als de 100 meter vrije slag. Samen met Jack Cartwright, James Roberts en Kyle Chalmers sleepte hij de zilveren medaille in de wacht op de 4×100 meter vrije slag, op de 4×200 meter vrije slag legde hij samen met Clyde Lewis, Kyle Chalmers en Jack Cartwright beslag op de zilveren medaille. Op de wereldkampioenschappen kortebaanzwemmen 2018 in Hangzhou behaalde hij de bronzen medaille op de 200 meter vrije slag. Samen met Cameron McEvoy, Louis Townsend en Jack Gerrard eindigde hij als vijfde op de 4×100 meter vrije slag, op de 4×200 meter vrije slag eindigde hij samen met Jack Gerrard, Cameron McEvoy en Thomas Fraser-Holmes op de vijfde plaats.
In Gwangju nam Graham deel aan de wereldkampioenschappen zwemmen 2019. Op dit toernooi werd hij samen met Clyde Lewis, Kyle Chalmers en Mack Horton wereldkampioen op de 4×200 meter vrije slag, op 4×100 meter vrije slag veroverde hij samen met Cameron McEvoy, Clyde Lewis en Kyle Chalmers de bronzen medaille. Op de 4×100 meter vrije slag gemengd zwom hij samen met Cameron McEvoy, Brianna Throssell en Madison Wilson in de series, in de finale sleepten Kyle Chalmers, Clyde Lewis, Emma McKeon en Bronte Campbell de zilveren medaille in de wacht. Voor zijn inspanningen in de series werd Graham beloond met de zilveren medaille.

## Internationale toernooien
| Jaar | Olympische Spelen | WK langebaan                                                                                    | WK kortebaan                                                  | PanPacs                                                                                                   | Gemenebestspelen                       |
| ---- | ----------------- | ----------------------------------------------------------------------------------------------- | ------------------------------------------------------------- | --- | -------------------------------------- |
| 2013 |                   | 9e 4×200m vrije slag                                                                            |                                                               | |                                        |
| 2014 |                   |                                                                                                 | geen deelname                                                 | geen deelname                                                                                             | geen deelname                          |
| 2015 |                   | geen deelname                                                                                   |                                                               | |                                        |
| 2016 | geen deelname     |                                                                                                 | 37e 50m vrije slag 4e 4×200m vrije slag                       | |                                        |
| 2017 |                   | 34e 200m vrije slag DSQ 4×100m vrije slag 4e 4×200m vrije slag 8e 4×100m vrije slag gemengd     |                                                               | |                                        |
| 2018 |                   |                                                                                                 | 200m vrije slag · 5e 4×100m vrije slag · 5e 4×200m vrije slag | serie 50m vrije slag · serie 100m vrije slag · 5e 200m vrije slag · 4×100m vrije slag · 4×200m vrije slag | 6e 200m vrije slag · 4×200m vrije slag |
| 2019 |                   | 4×100m vrije slag · 4×200m vrije slag · 4×100m vrije slag gemengd · Graham zwom enkel de series |                                                               | |                                        |

## Persoonlijke records
Bijgewerkt tot en met 12 december 2018
Kortebaan
| Afstand         | Tijd    | Datum            | Plaats    |
| --------------- | ------- | ---------------- | --------- |
| 100m vrije slag | 47,64   | 7 augustus 2013  | Eindhoven |
| 200m vrije slag | 1.41,83 | 12 december 2018 | Hangzhou  |
| 100m rugslag    | 52,88   | 5 november 2016  | Brisbane  |

Langebaan
| Afstand         | Tijd    | Datum            | Plaats   |
| --------------- | ------- | ---------------- | -------- |
| 100m vrije slag | 48,75   | 10 augustus 2018 | Tokio    |
| 200m vrije slag | 1.46,35 | 9 augustus 2018  | Tokio    |
| 100m rugslag    | 54,37   | 2 juli 2018      | Adelaide |